# 옥대고인돌군
옥대고인돌은 전라남도 진도군 의신면 옥대리에 있는 고인돌이다. 2001년 10월 30일 진도군의 향토문화유산(유형유산) 제2호로 지정되었다.

## 개요
옥대고인돌군은 진도군 의신면 옥대리에 있는 청동기시대의 돌무덤이다.
돈지리에서 옥대리로 가다 보면 옥대리 마을 좌측 구릉상에 21기의 지석묘가 타원형을 이루며 모여 있다. 주변에 많은 석재가 널려 있어 지석묘의 아래쪽이 파괴된 것으로 추측된다. 이 고인돌군은 1987년 목포대학교 박물관에서 지표조사를 실시했을 때 조사되었다.
지석묘의 아래쪽이 매몰되고 파괴되어 확실한 형식을 알 수 없다. 규모는 일정치 않으며 중·소형 지석묘들이 뒤섞여 있다. 가장 규모가 큰 것은 길이 330cm, 폭 220cm, 두께 70cm이며, 전체적으로는 길이 110~330cm, 폭 70~280cm, 두께 30~140cm의 크기이다.
지석묘 주변에서 마제석촉 1점이 수습되었다.
주변에 많은 석재가 널려 있으며, 주변에서 수습된 마제석검은 진도군 향토관에 소장되어 있다.